# Halgerda wasinensis
Halgerda wasinensis es una especie de babosa marina, un nudibranquio dórido, un molusco gasterópodo marino sin concha de la familia Discodorididae.

## Distribución
Esta especie fue descrita a partir de especímenes recolectados por Cyril Crossland en la isla Wasini, África Oriental. Se encuentra en el océano Índico desde Kenia y Tanzania al sur hasta la Bahía de Sodwana, Sudáfrica.